# How Many Times Can We Say Goodbye
How Many Times Can We Say Goodbye è un album della cantante statunitense Dionne Warwick, pubblicato dall'etichetta discografica Arista nel 1983.
L'album è prodotto da Luther Vandross, che è autore di So Amazing e ha partecipato alla composizione di altri 3 brani, oltre a duettare in quello che dà il titolo all'intero lavoro, mentre Two Ships Passing in the Night è opera della stessa Warwick.
Dal disco sono tratti due singoli: l'omonimo How Many Times Can We Say Goodbye e Got a Date.

## Tracce

### Lato A
1. Got a Date
2. So Amazing
3. I Do It 'Cause I Like It
4. How Many Times Can We Say Goodbye (con Luther Vandross)

### Lato B
1. What Can a Miracle Do
2. Two Ships Passing in the Night
3. I Can Let Go Now
4. Will You Still Love Me Tomorrow